# Sericochroa flavodiscata
Sericochroa flavodiscata är en fjärilsart som beskrevs av Paul Dognin 1911. Sericochroa flavodiscata ingår i släktet Sericochroa och familjen tandspinnare. Inga underarter finns listade i Catalogue of Life.